# Othems kyrka

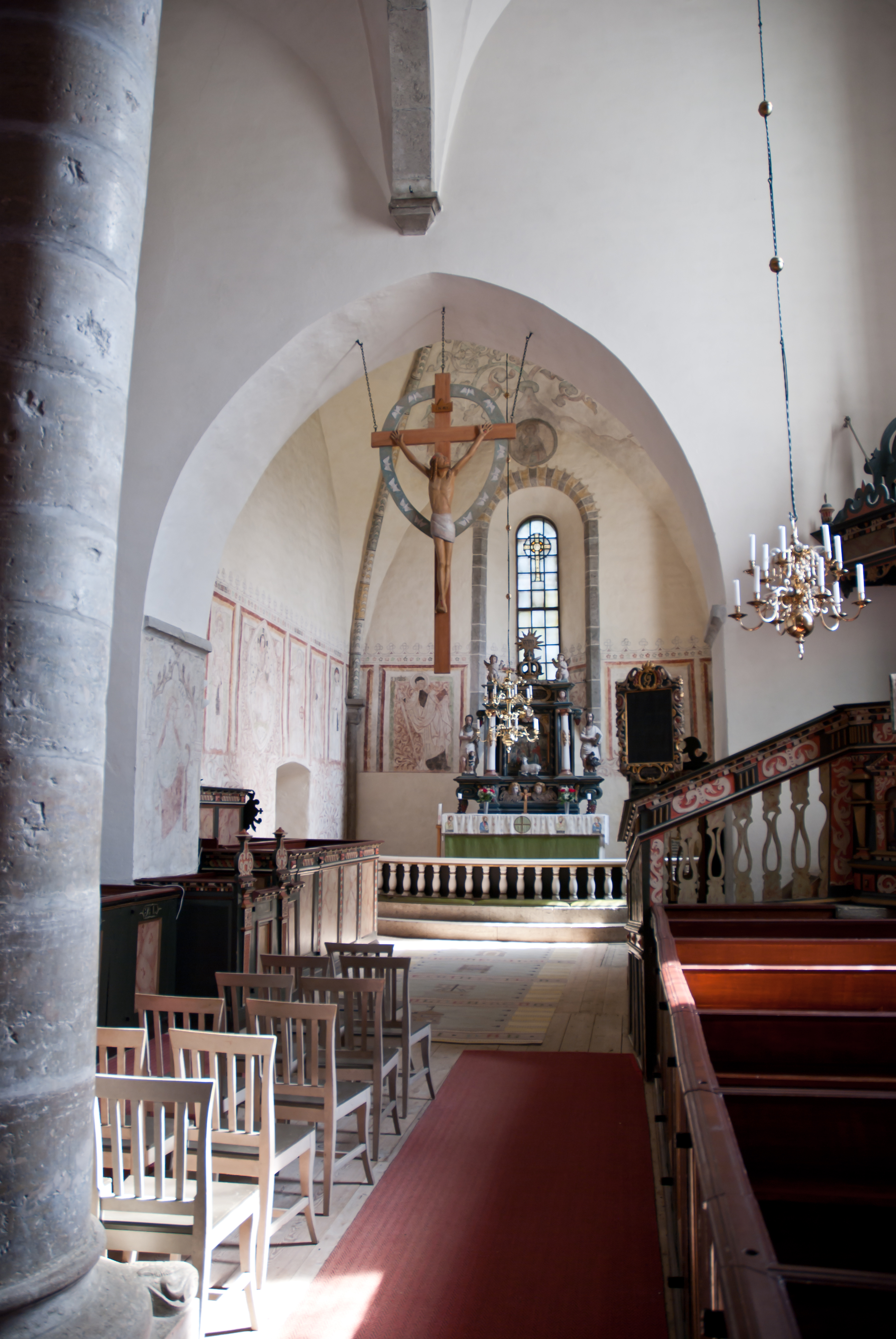
Kyrkans interiör.

Othems kyrka är en kyrkobyggnad i Othem, Othems socken på Gotland och tillhör Othem-Boge församling i Visby stift. Den ligger drygt 3 mil nordöst om Visby och 6½ kilometer nordväst om Slite.

## Kyrkobyggnaden
Othems kyrka är en vitputsad romansk kalkstenskyrka med smala rundbågiga fönster, ett smalare kor i öster och ett spetsigt torn i väster. Tornet är försett med tvåkopplade rundbågiga öppningar i tre våningar. På kyrkans södra sida finns två ingångsportaler. De är båda spetsbågiga med passformad tympanonkontur och de har båda växtornamentik på kapitälbanden. Den större portalen in till långhuset är försedd med vimperg medan korportalen är mera genomarbetad i sina detaljer. På långhusets norra sida finns en igensatt romansk portal härstammande från en tidigare stenkyrka. Sakristian ligger norr om koret. Mitt på långhusets sydsida en ovanligt kraftig stödmur.
Koret domineras av altaruppsatsen från 1693, men där finns också medeltida kalkmålningar från 1200-, 1300- och 1400-talen. Sådana har tidigare funnits även i långhuset. På epistelsidan står en predikstol från 1700-talet med ljudtak. I triumfbågen hänger ett krucifix med den "segrande Kristus".
På ömse sidor om altaret ligger tvenne gravstenar med runinskrift minnande om Halvard i Agnabo och Niklas i Kikin (?). I koret finns också en gravhäll med majuskelinskrift; under denna var ursprungligen kyrkoherde Nicolaus (†133[8]) begravd.

## Historik
Vid undersökningar av grunden har man funnit rester från en 1100-talskyrka. Före nuvarande kyrka har det funnits åtminstone en kyrkobyggnad i sten, byggd strax före år 1200. En igenmurad romansk portal i långhusets nordvägg minner om föregångaren, liksom också en starkt söndervittrad dopfunt från cirka år 1200 möjligen utförd av stenmästaren Sighraf. Denna äldre kyrka försågs i början av 1200-talet med ett torn.
Under 1200-talet påbörjades den nuvarande kyrkan. Den anslöts till tornet från den föregående stenkyrkan. Vid mitten av 1200-talet uppfördes det kvadratformade långhuset bestående av fyra kvadratiska travéer, vilka bärs upp av en rund mittpelare, vars kapitäl smyckades med reliefer. Detta kapitäl påminner mycket om motsvarande kapitäl i Hellvi kyrka, byggd av den gotländske byggmästaren och bildhuggaren Lafrans Botvidarsson, vilket skulle kunna tyda på att samme byggmästare verkade även här. Efter uppförandet av långhuset fortsatte man så gott som omedelbart med det rakt avslutade koret bestående av en enda travé med runda diagonalribbor. Man byggde även på tornet på höjden.
Redan under 1240-talet dekorerades de fyra valvkapporna. I den östra målades livets träd med roten i en av bäckarna i Edens trädgård. I norra och södra kapporna finns fler träd och även valvribborna är ornamenterade. I livets träd har ett par fåglar slagit sig ned. De, d.v.s. människosjälarna, beskjuts av ondskans makter förklädda till jägare, men pilarna studsar tillbaka mot skyttarna. I den västra valvkappan uppträder den onda makten i form av en uppflygande drake, vilken öppnar sitt gap mot livets träd. I en medaljong under livets träd övervakar Kristus det hela. Cirka 1265 var kyrkobyggnaden och dekorationerna klara.
Omkring år 1330 gästade en betydande konstnär kyrkan. På triumfbågens norra sida målade han Maria med Jesusbarnet, ett ovanligt högklassigt konstverk.
Vid följande sekelskifte uppträdde den så kallade "Othemsmästaren", som gjorde kalkmålningar även i Fide kyrka på Gotland. I Othem målade han Kristus som konung omgiven av lärjungarna, samt på var sida om altaret, aposteln Paulus och Sankt Dionysius, biskop, och kanske kyrkans skyddshelgon.
År 1693 överkalkades alla medeltida målningar och i koret insattes en altaruppsats av sandsten.
På 1730-talet installerades predikstolen och sannolikt var det under 1740-talet som kyrkan fick en ny bänkinredning.
År 1774 byggdes en ny läktare. Läktarbarriären dekorerades 1776 av sergeanten och kyrkomålaren Johan Nicolaus Weller (1723–1785), som målade de fyra evangelisterna och Jesus vid tolv års ålder i Jerusalems tempel.
År 1854 installerades en kyrkorgel av orgelbyggaren Anders Vilhelm Lindgren (1807–1860) från Stockholm. Fortfarande finns hans orgelfasad kvar, trots att innandömet blivit utbytt.
En natt i mars 1908 antändes kyrkan och på morgonen hade träet i såväl tornet, som över långhuset och koret förtärts av elden. Man hann larma med kyrkklockan innan den föll ned och spräcktes. Lyckligtvis hann man rädda lösa inventarier, bl.a. kyrksilvret och alla gamla handlingar. Branden berodde förmodligen på brister i uppvärmningssystemet. Året efter hade kyrkan fått nytt tak över långhus och kor (bild). Nu passade man på att ta fram de gamla medeltida målningarna som kalkades över år 1693.
Är 1952 restaurerades kyrkan efter ett förslag av arkitekten Erik Fant (1889–1954).
År 2000 renoverades kyrkan och i augusti 2004 kunde man se en takmålare klättra högst upp på kyrktornets spira.

## Inventarier

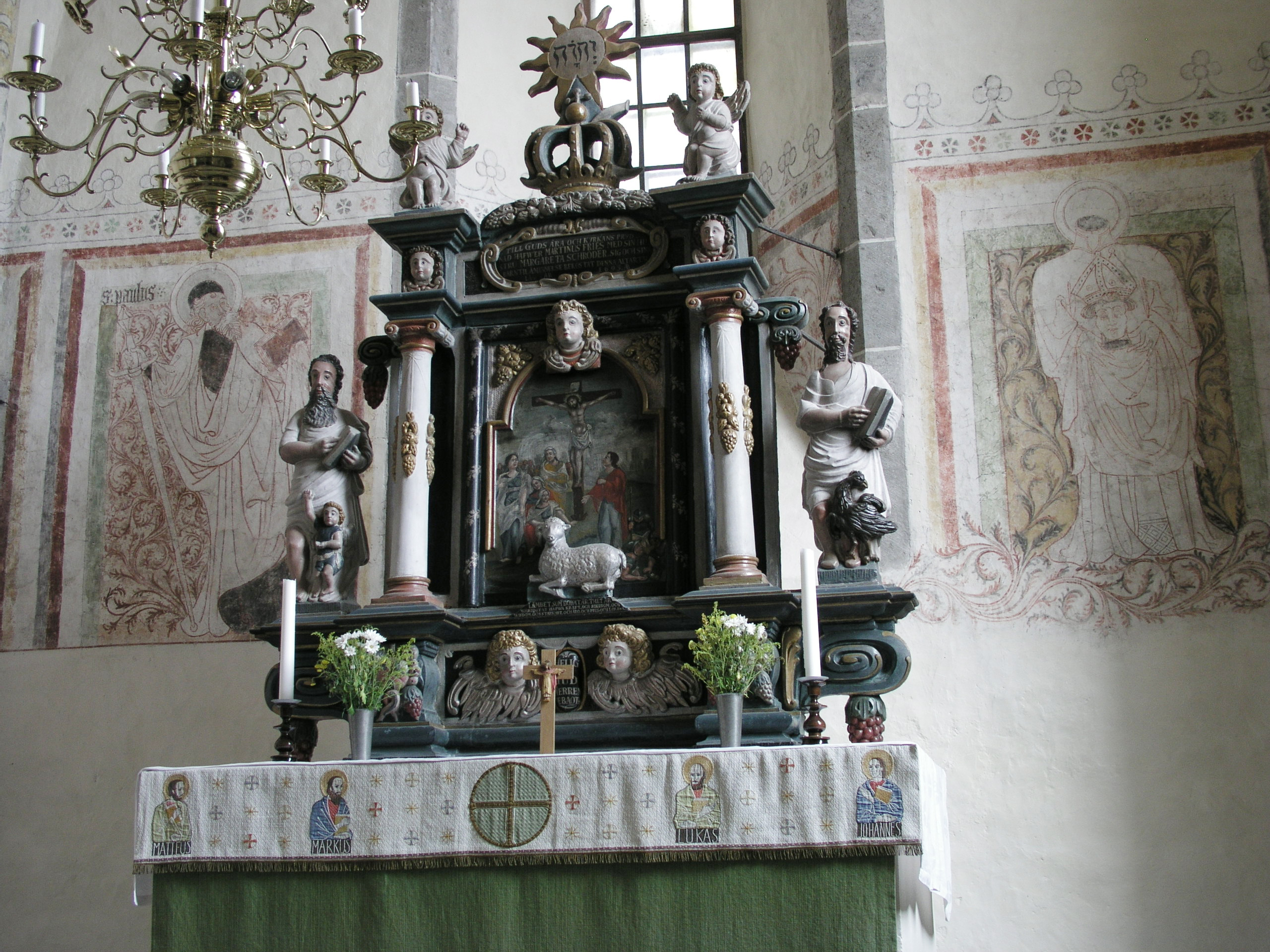
Altaruppsats från 1693.
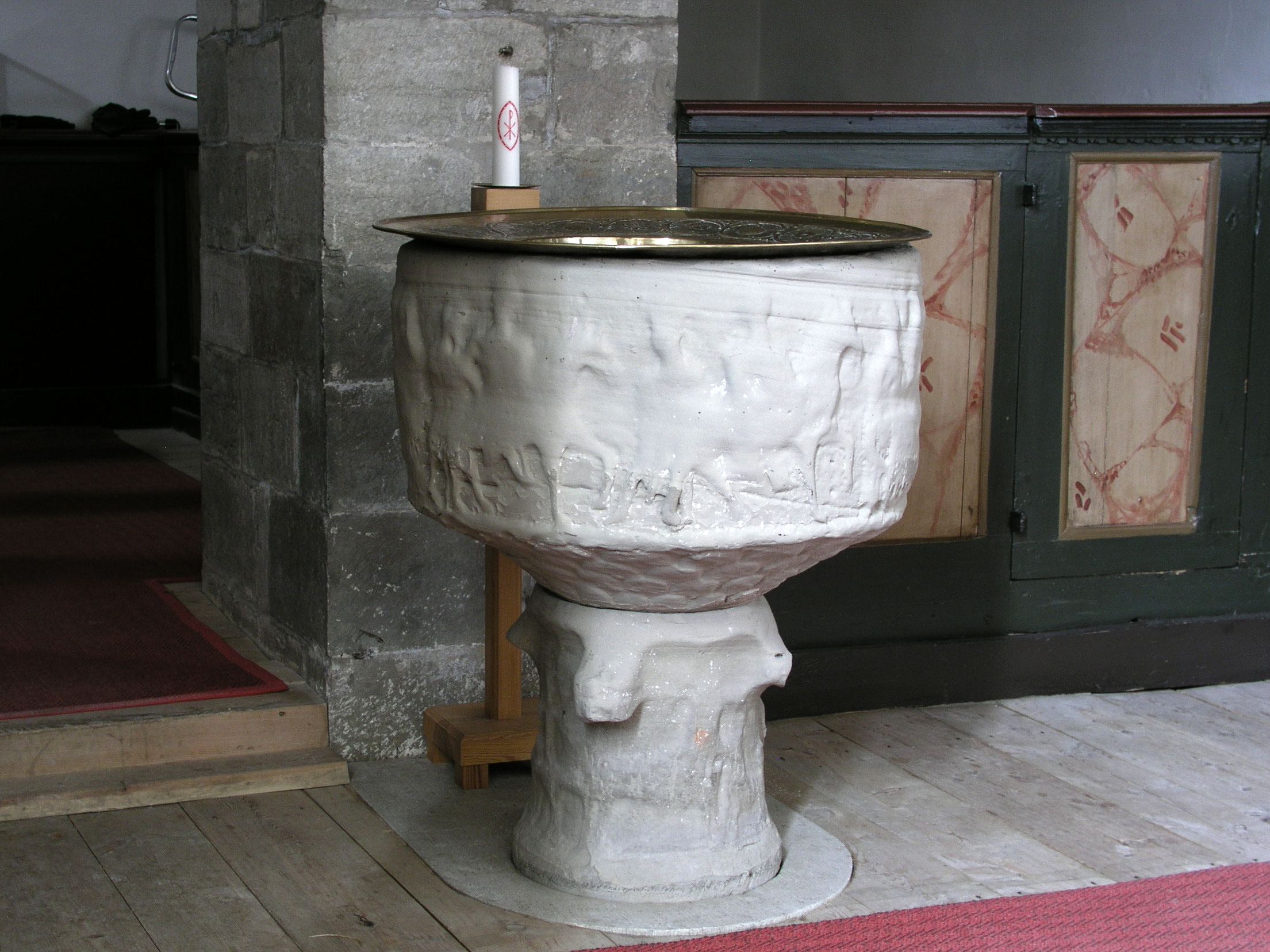
Dopfunt från 1100-talets slut.
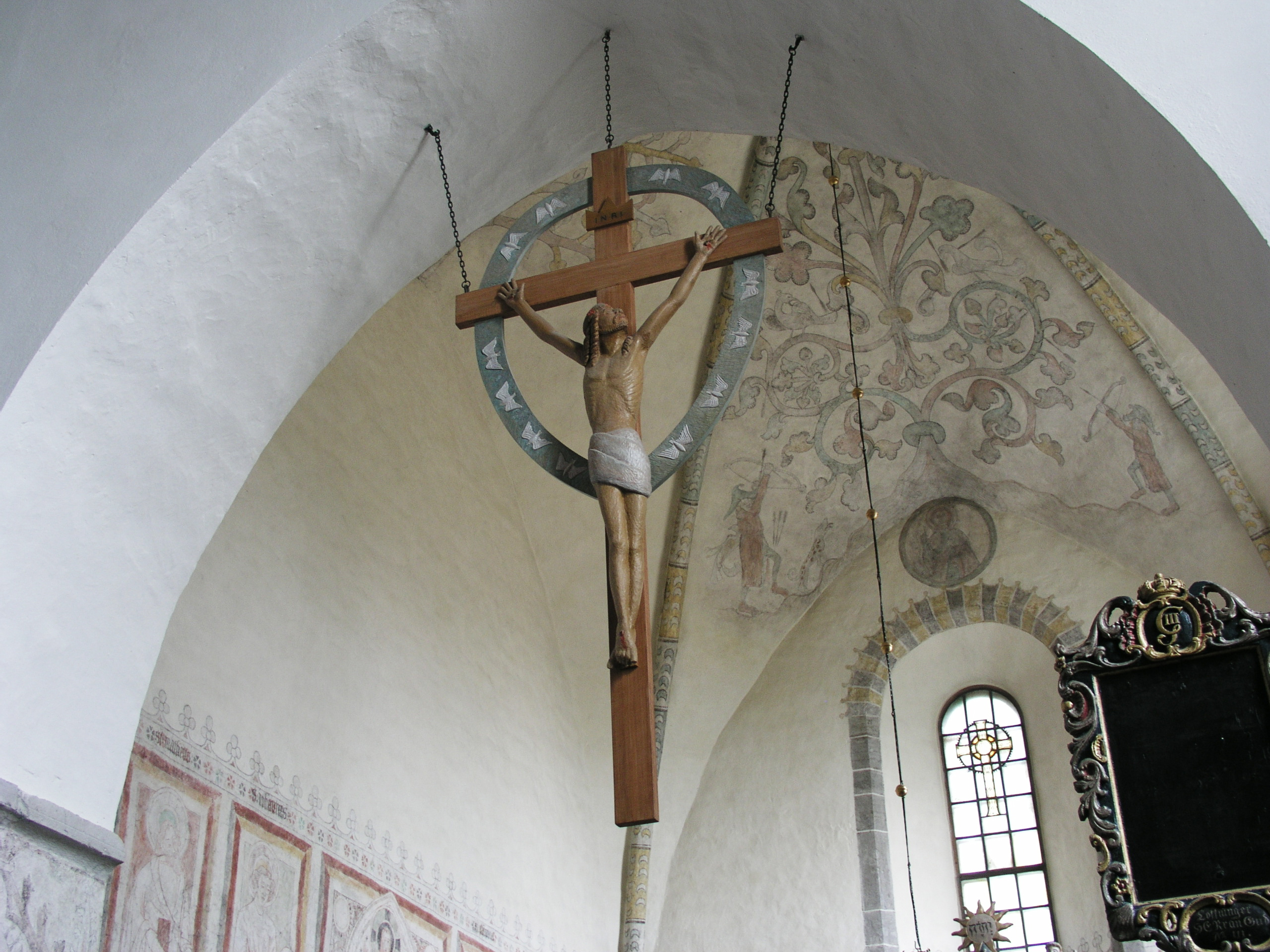
Triumfkrucifix
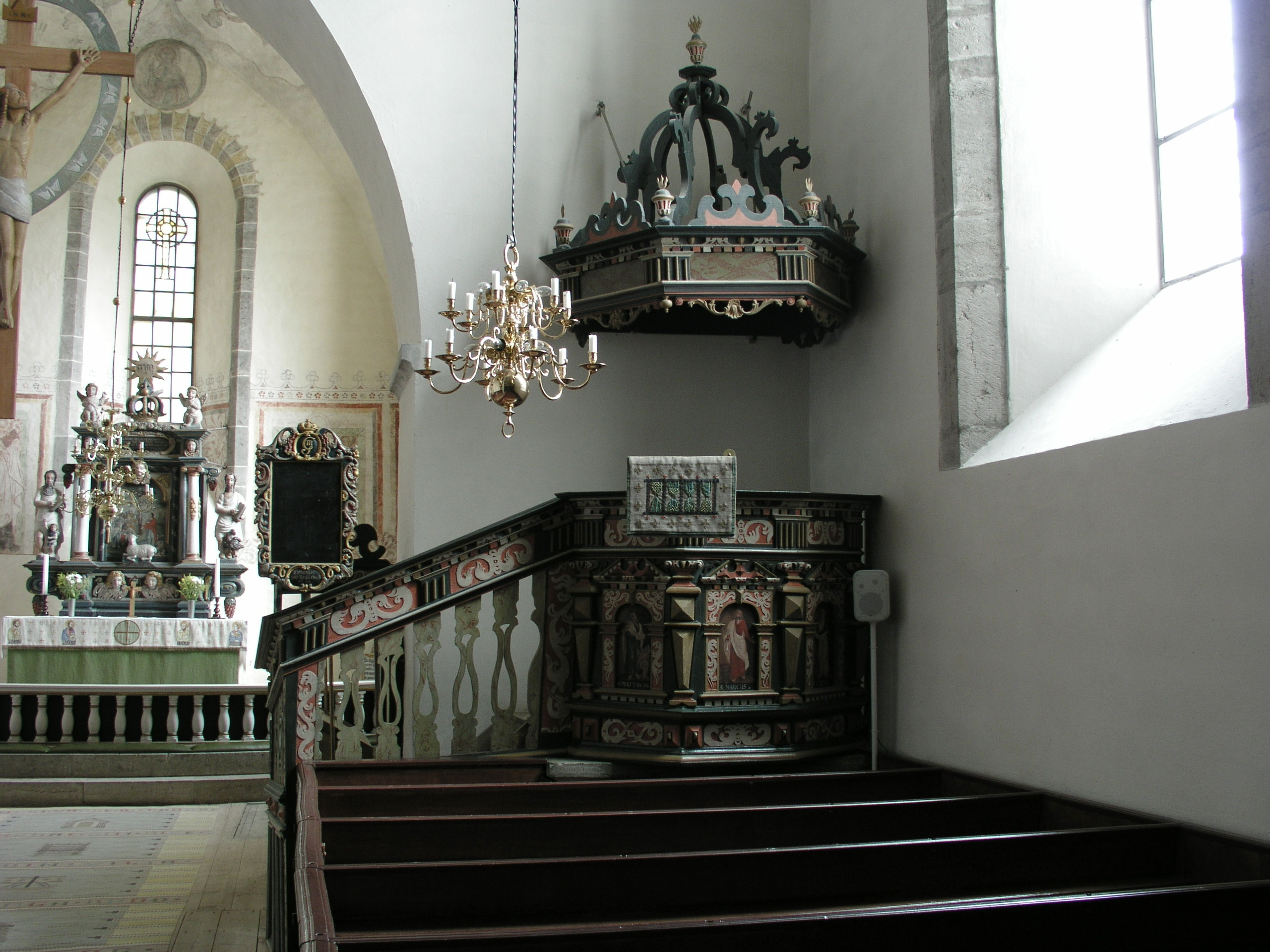
Predikstol
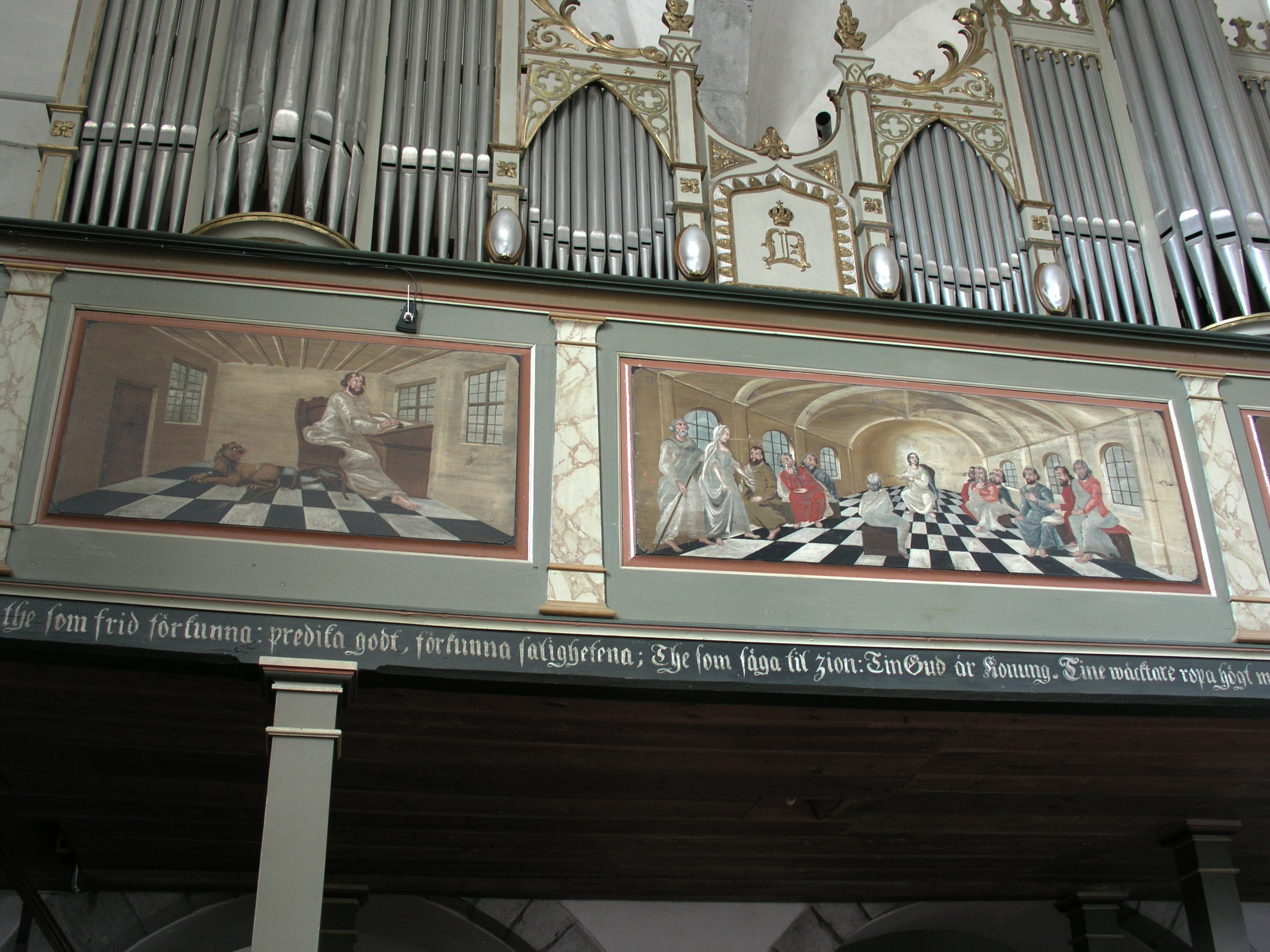
Målningar på läktarbarriären.
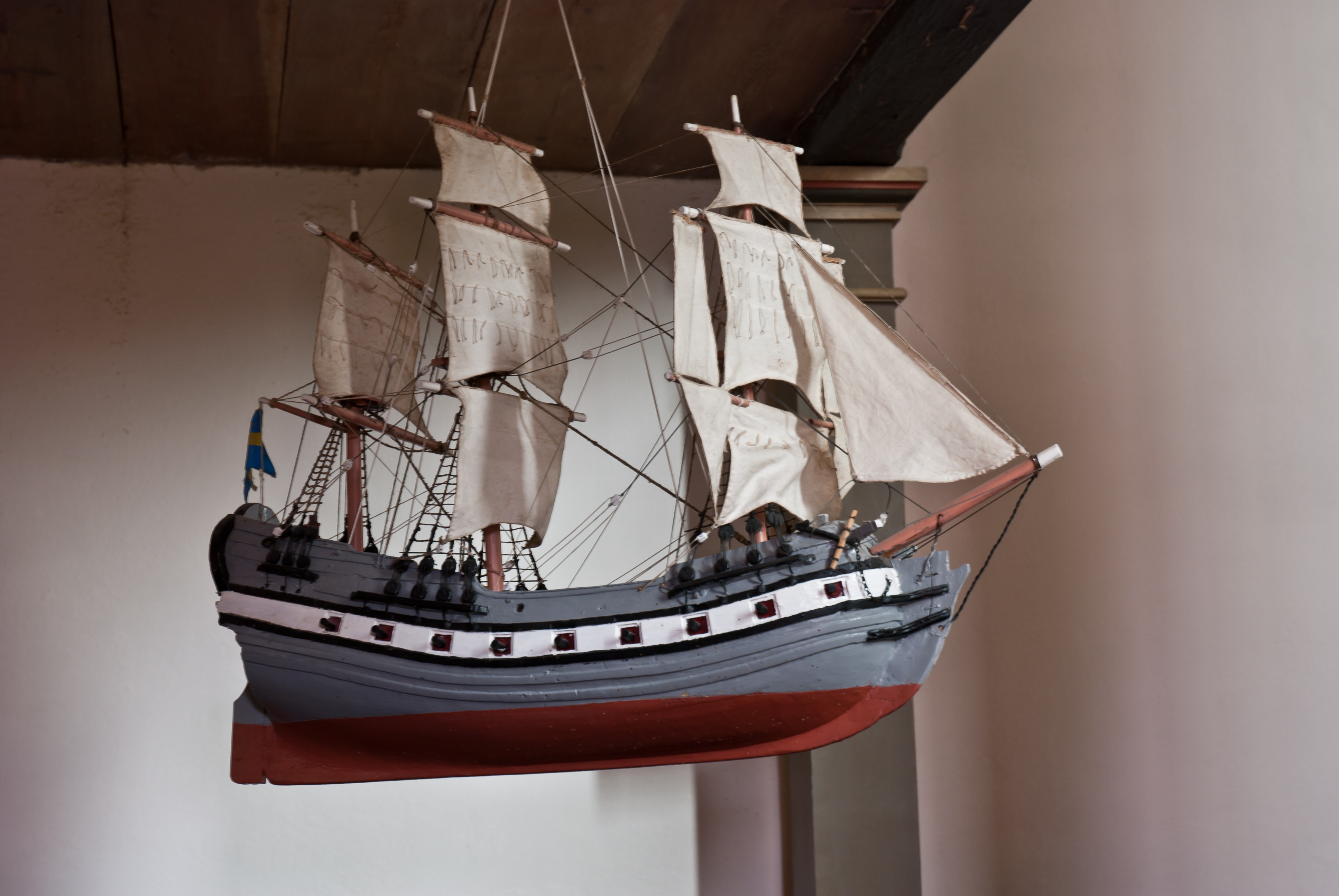
Votivskepp

- Altaruppsats i sandsten föreställande "Jesu korsfästelse", skänkt av Mårten Fries och Margareta Schröder 1693.
- Dopfunt, vittrad, från omkring år 1200 möjligen av Sighraf,
- Triumfkrucifix med den "segrande Kristus".
- Predikstol och ljudtak från 1700-talet.
- Dekoration på läktarbarriären "de fyra evangelisterna" & "Jesus vid tolv års ålder i Jerusalems tempel", målad 1776 av Johan Nicolaus Weller.
- Nutida träskulptur ovanför dopfunten föreställande "Maria med Jesusbarnet", utförd av skulptören Bertil Nyström från Slite.

## Orglar
- 1854: Orgelbyggare Anders Vilhelm Lindgren (1807–1860), Stockholm, bygger en 10-stämmig orgel.
- 1924: Firma Mattias Johan (1851–1929) & Harald Lindegren, Göteborg, bygger bakom Anders Vilhelm Lindgrens fasad en 11-stämmig pneumatisk orgel.

Disposition:
| Manual I            | Manual II       | Pedal      | Koppel   |
| Borduna 16’         | Rörflöjt 8’     | Subbas 16' | I/P      |
| Principal 8’        | Salicional 8’   |            | II/P     |
| Gamba 8’            | Voix céleste 8’ |            | II/I     |
| Flûte harmonique 8’ | Violin 4’       |            | 4'I/I    |
| Oktava 4’           |                 |            | 16'II/II |
| Ekoflöjt 4’         |                 |            |          |

- 1983–1984: Firma A. Mårtenssons orgelfabrik, Lund, bygger bakom Anders Vilhelm Lindgrens fasad en 14-stämmig mekanisk orgel.

Disposition:
| Huvudverk           | Svällverk         | Pedal         | Koppel              |
| Flûte harmonique 8’ | Rörflöjt 8’       | Subbas 16'    | Huvudverk/pedal     |
| Gedackt 8’          | Salicional 8’     | Kvintadena 4’ | Svällverk/pedalverk |
| Gamba 8’            | Voix céleste 8’   |               | Svällverk/huvudverk |
| Principal 4’        | Koppelflöjt 4’    |               |                     |
| Ekoflöjt 4’         | Blockflöjt 2’     |               |                     |
| Gemshorn 2’         |                   |               |                     |
| Kornett III chor.   | Crescendosvällare |               |                     |

## Galleri

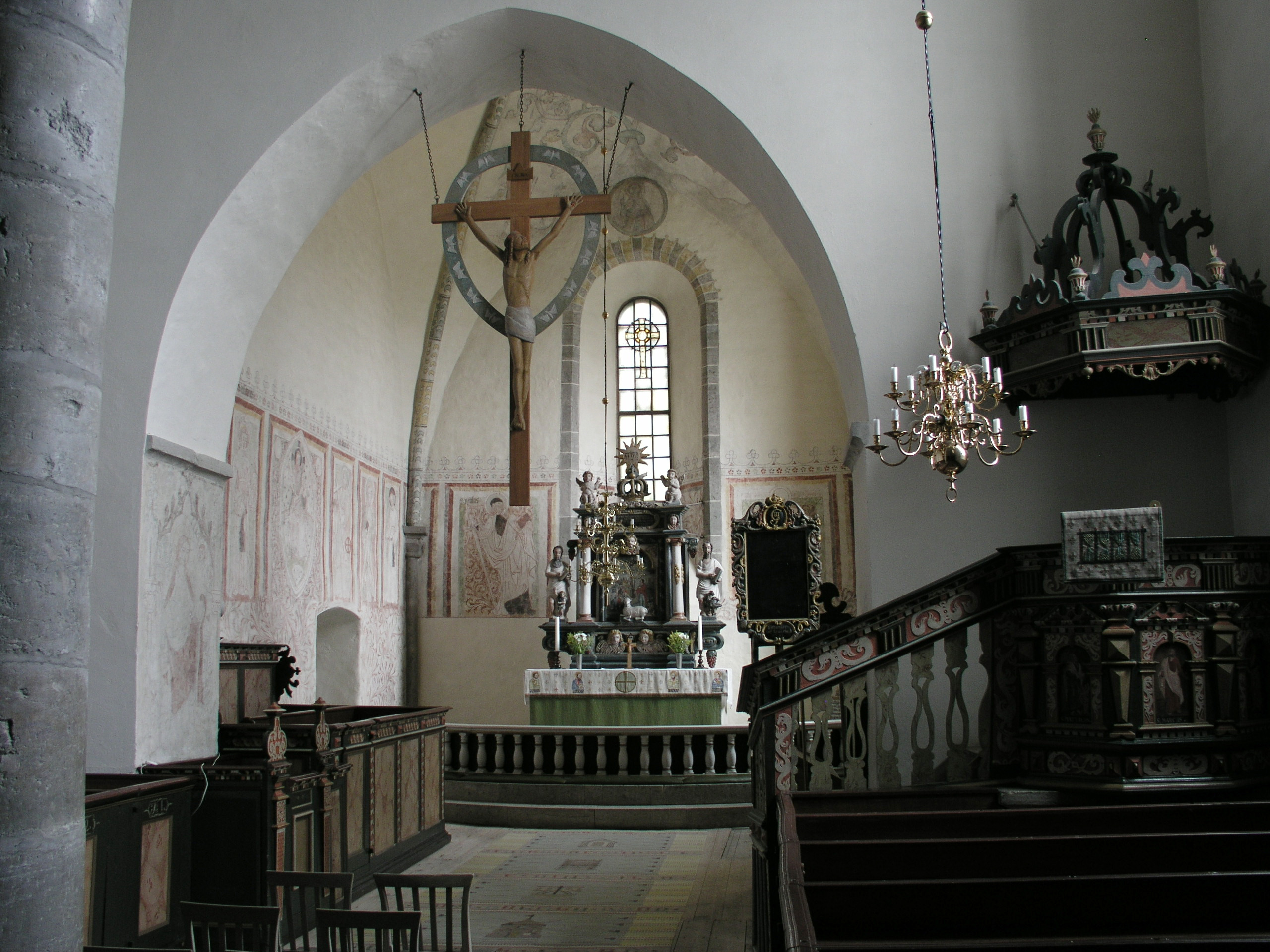
Koret
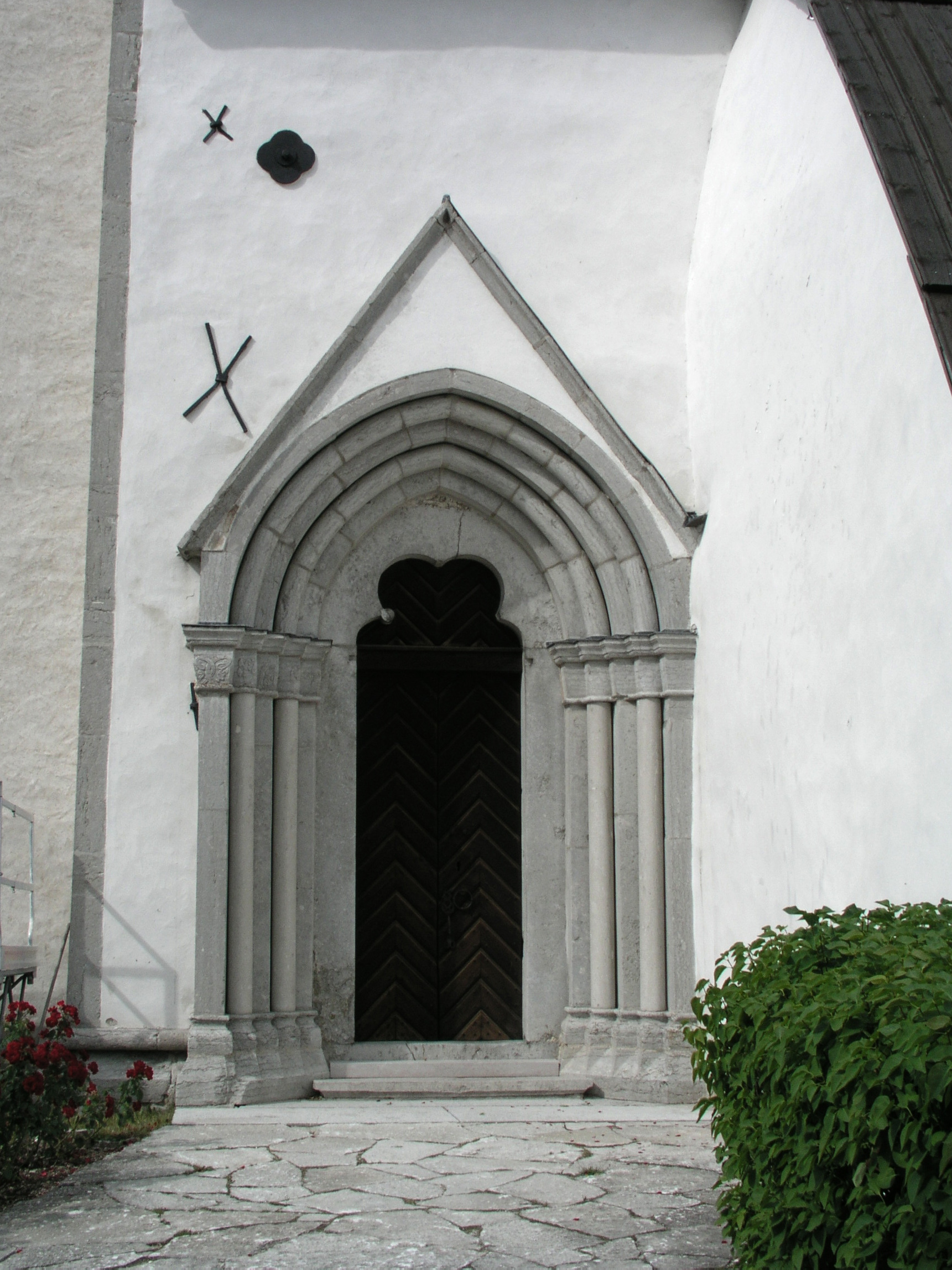
Portal till långhuset med vimperg.
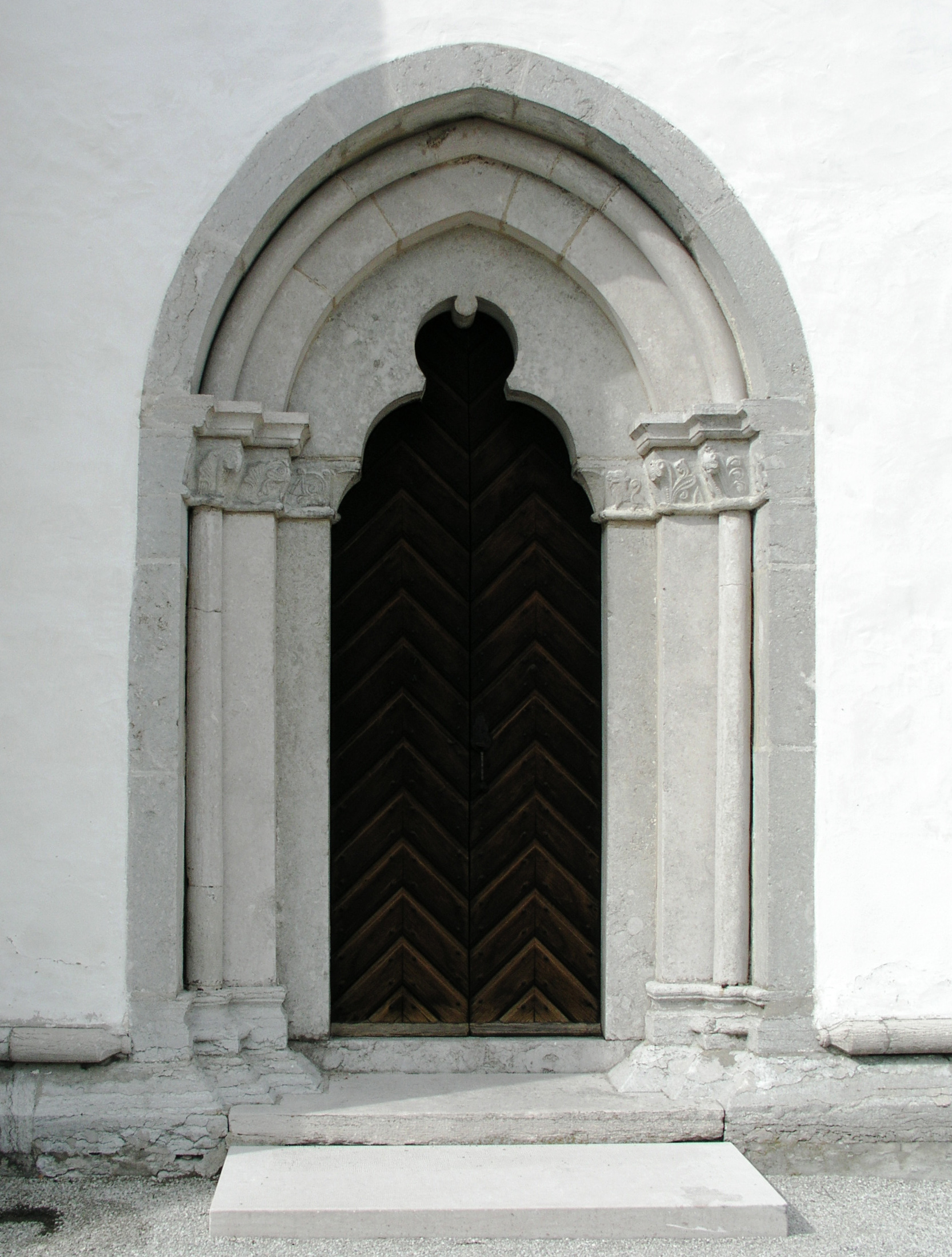
Korportalen
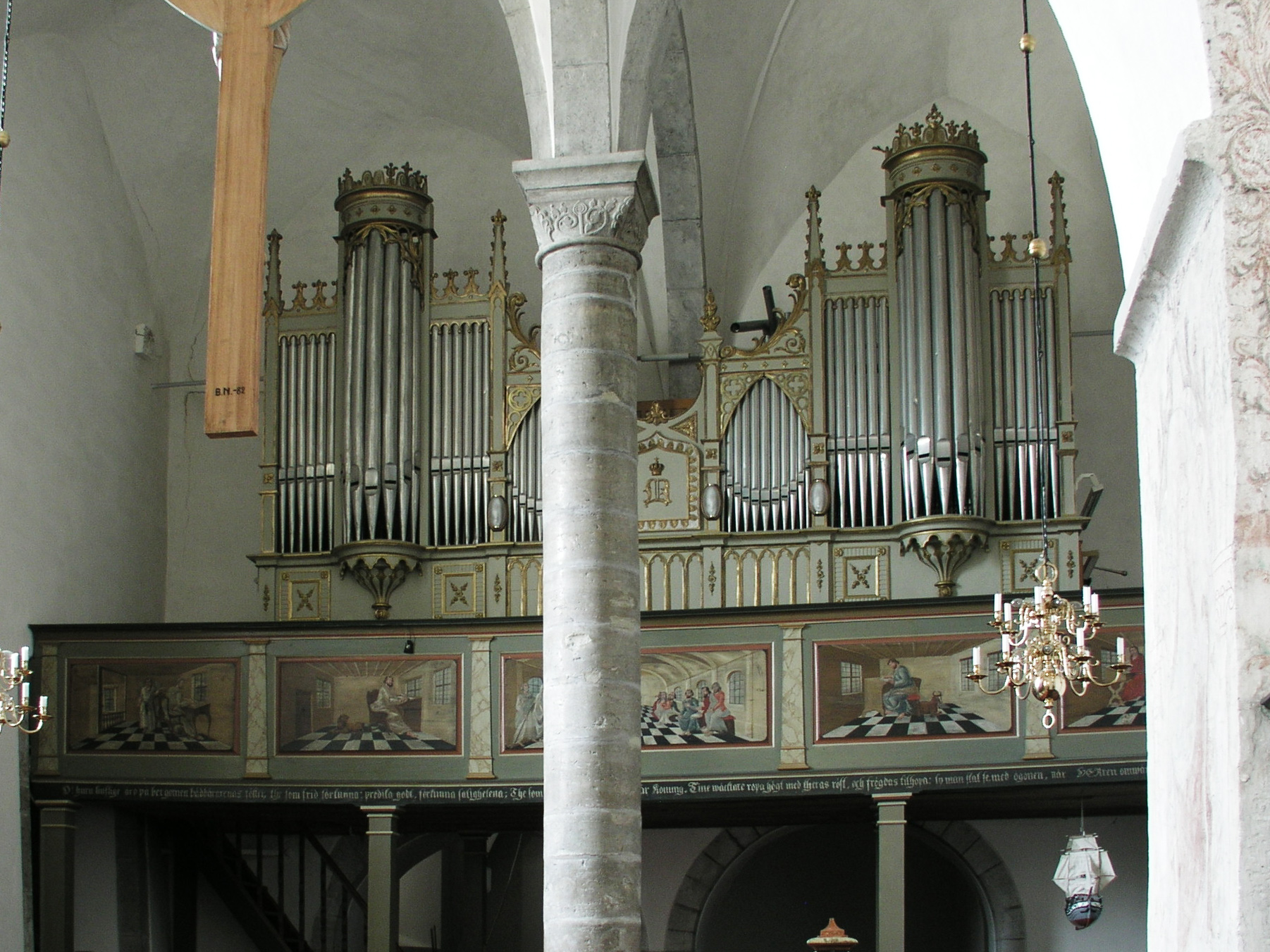
Piporgeln med A. V. Lindgrens fasad från 1854.
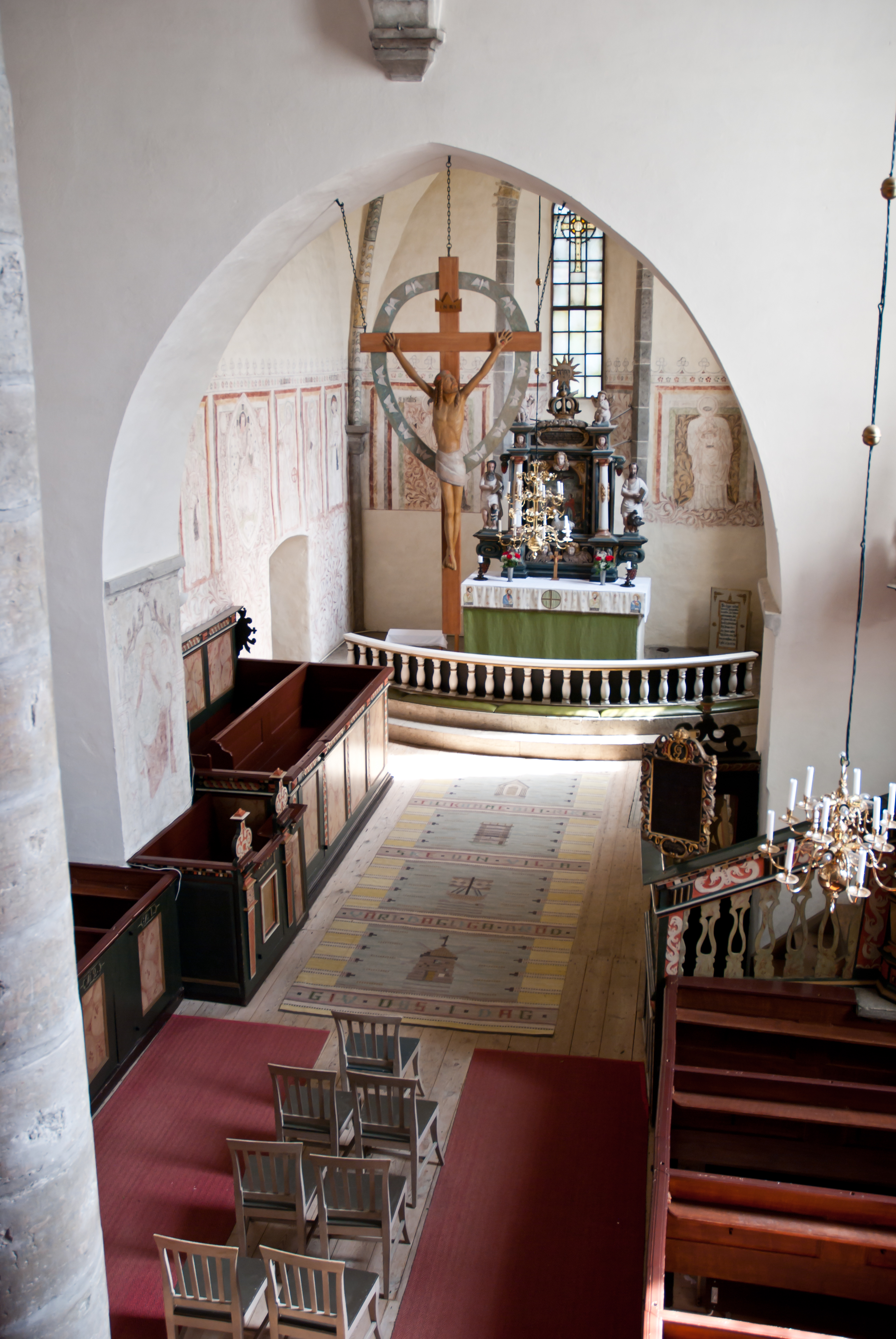
Kyrkans interiör
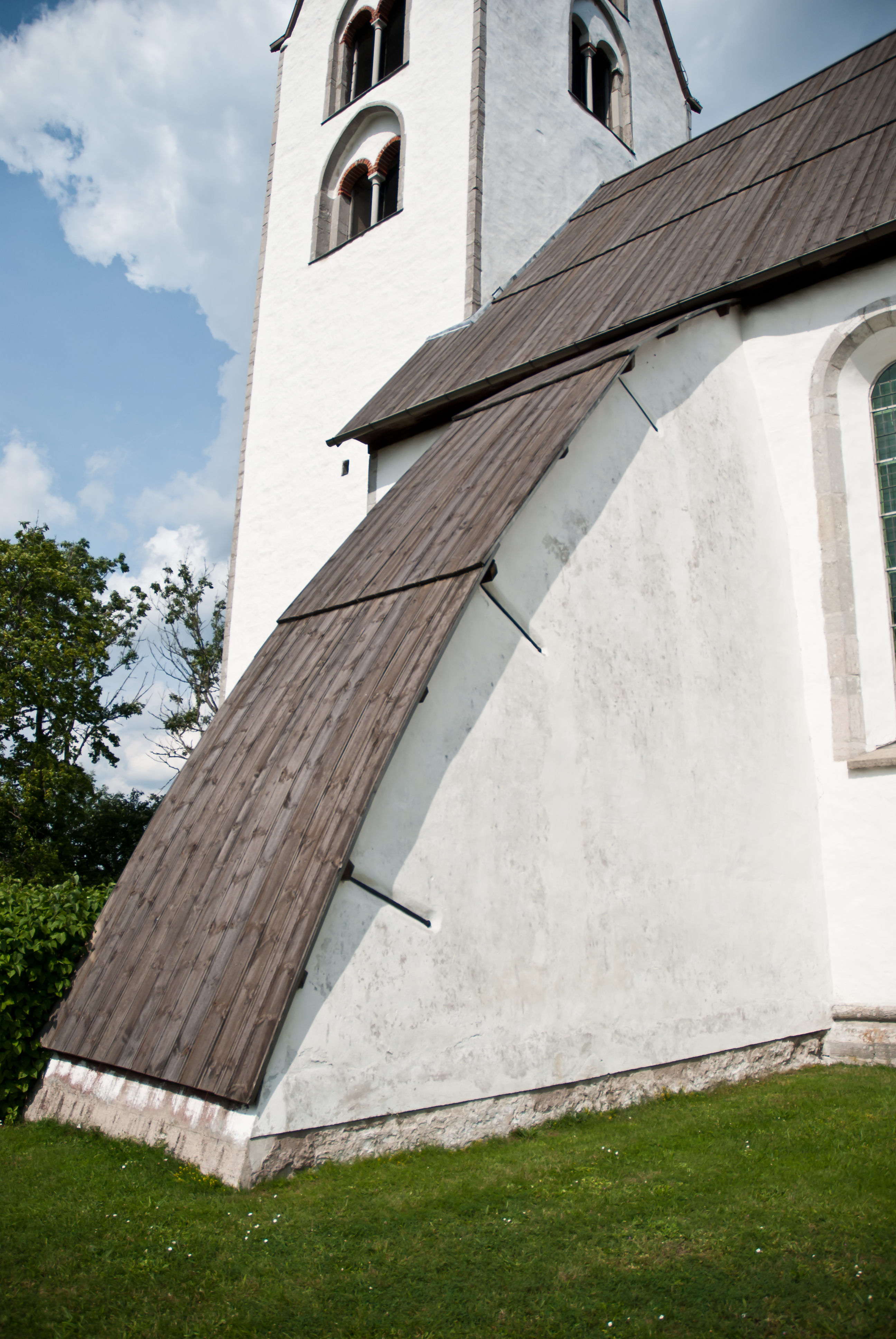
Sidan av kyrkan
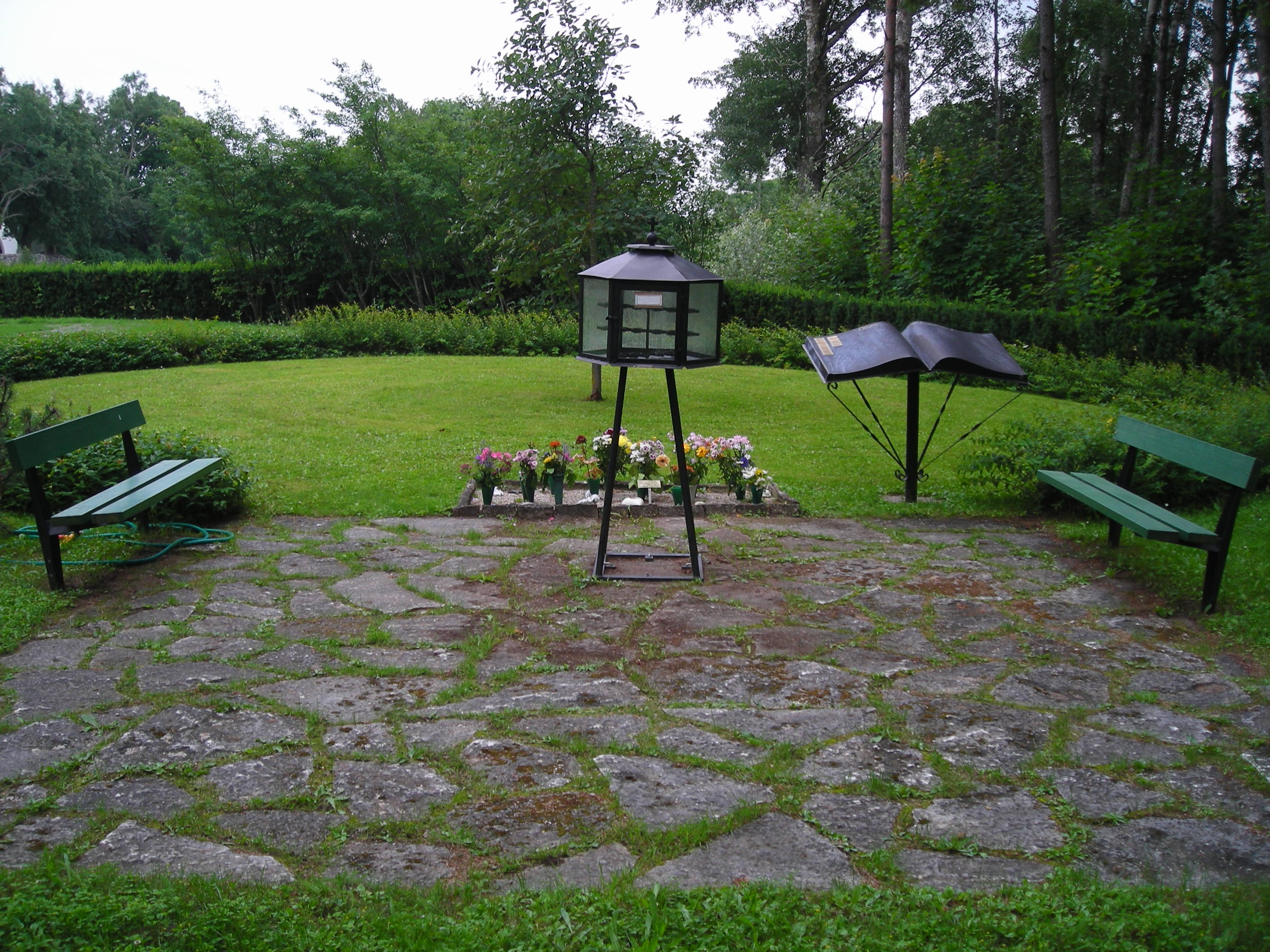
Minneslunden vid Othems kyrka